# Tephrina cinerearia
Tephrina cinerearia är en fjärilsart som beskrevs av Hans Rebel 1910. Tephrina cinerearia ingår i släktet Tephrina och familjen mätare. Inga underarter finns listade i Catalogue of Life.